# Nice Lawn Tennis Club

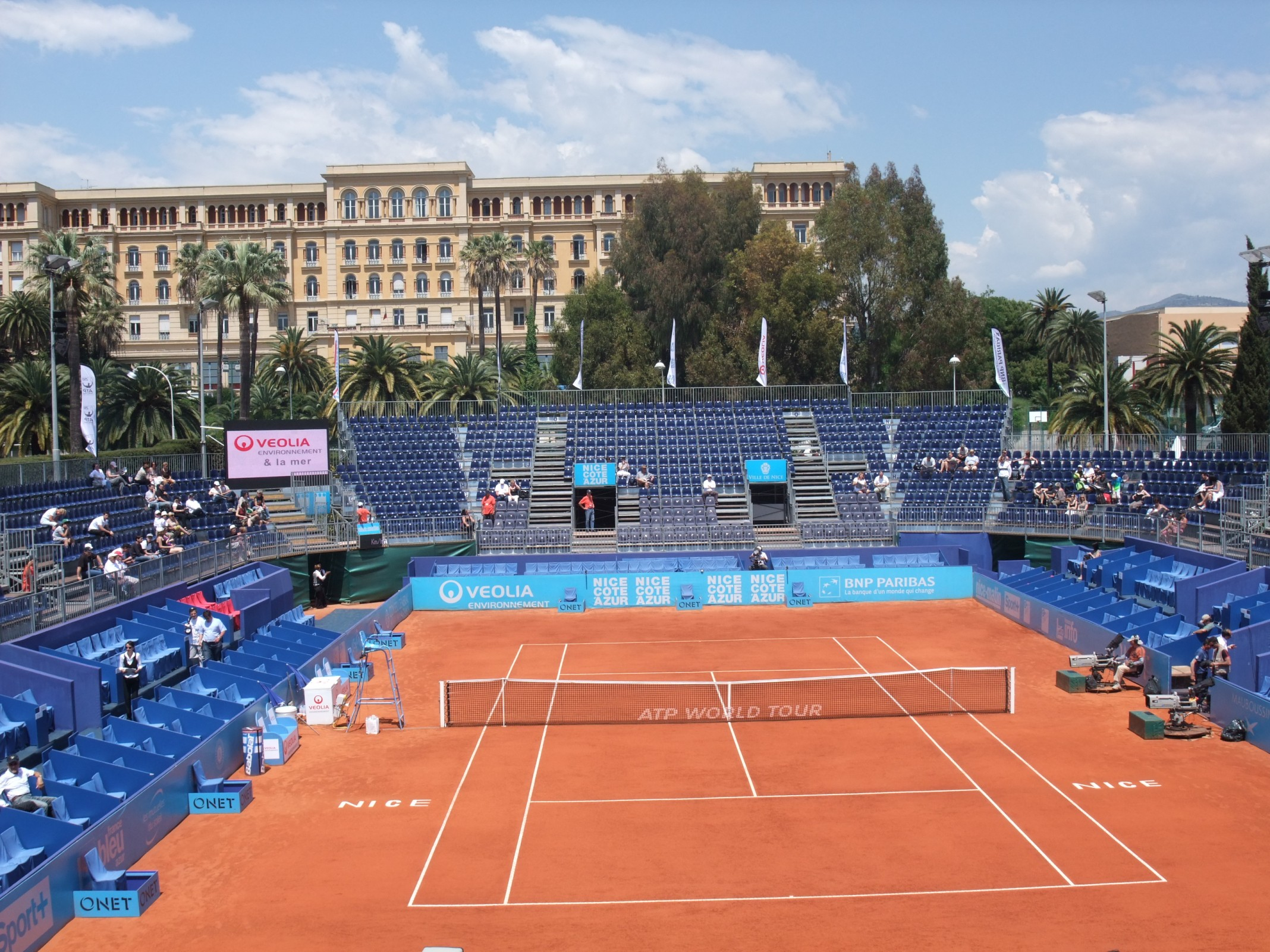
Tournoi ATP de Nice 2010 - Court Central

Le Nice Lawn Tennis Club (ou Nice LTC) est un club de tennis et de padel (ainsi qu'un stade de tennis) situé à Nice (Alpes-Maritimes), au 5 avenue Suzanne-Lenglen. Il est présidé par Didier Frantz depuis le 16 mai 2024, à la suite de la révocation de Franck Balabanian et de son équipe. 
Il est le premier club de tennis de province en termes de licenciés selon Nice-Matin en 2013.

## Historique
Le club est créé en 1890 et prend rapidement son essor en rassemblant plusieurs centaines de personnes. En 1897, il s'installe sur son emplacement actuel, dans le quartier du Parc-Impérial. Il accueille au début de son histoire l'aristocratie européenne en vacances à Nice et compte dans ses rangs des joueurs tels que Suzanne Lenglen et Max Decugis.
Par la suite, le club se modernise avec notamment la création d'un court central entouré de gradins. Les années 1960 sont marquées par une forte progression de l'équipe masculine du club jusqu'à la montée en première division en 1970. Les joueurs sont alors Robert Haillet,  Pierre Darmon, Jean-Noël Grinda et Jean-Claude Molinari. De 1977 à 1980, le club est champion de France de tennis par équipe. En 1980, il devient champion d'Europe par équipe, avec dans ses rangs : Yannick Noah, Jean-Louis Haillet, Dominique Bedel, Bernard Paul, Christophe Casa, Gilles Moretton ou encore Patrice Beust.
En 1971, le club crée l'Open de Nice, un tournoi de tennis masculin qui se tiendra jusqu'en 1995. En 2010, il est relancé en catégorie World Tour 250 sous le nom d'Open de Nice Côte d’Azur.

## Équipements
Le club dispose de 8 courts de tennis en terre battue, 7 en terre battue synthétique, 1 en gazon synthétique, 2 en GreenSet et de deux courts de padel. Il est également équipé de salles de musculation, de fitness ainsi que d'un « club house » comprenant un restaurant avec terrasse, une salle de bridge, des salles de réunion et une boutique. En 1997, les installations du club accueillirent la demi-finale dames de la Fed Cup entre la France et la Belgique.

## Palmarès
- Champion de France par équipe hommes : 1977, 1978, 1979, 1980 et 1985
- Champion d'Europe par équipe hommes : 1980